# Raul Olle
Raul Olle (* 23. Januar 1968 in Tartu) ist ein ehemaliger estnischer Skilangläufer, der seine größten Erfolge bei Skimarathon-Wettbewerben erzielen konnte. Im Jahr 2000 gewann er als erster Este den Wasalauf und die Gesamtwertung des FIS-Marathon-Cups. Olle ist des Weiteren mehrfacher Sieger des Tartu Maraton.

## Leben und Karriere
Olle gewann 1991 seinen ersten estnischen Meistertitel über 30 Kilometer klassisch. Er trat erstmals 1994 international in Erscheinung, als er den Tartu Maraton, einen Skimarathon der Worldloppet-Serie, gewann. Seinen ersten Einsatz bei internationalen Meisterschaften hatte er dann ein Jahr später bei den Nordischen Skiweltmeisterschaften 1995 in Thunder Bay, wo er den 37. Platz über 30 Kilometer klassisch und den 65. Platz über 10 Kilometer klassisch erreichen konnte. Zwei Jahre später wurde er in Trondheim 30. über 50 Kilometer klassisch und 64. über 10 Kilometer klassisch. Der Klassikspezialist erkämpfte sich seine ersten Punkte im Skilanglauf-Weltcup in der Saison 1997/98. In Davos belegte er den 27. Platz über die Distanz von 30 Kilometern. Bei den Olympischen Winterspielen 1998 in Nagano wurde er 17. über die 30 Kilometer und 37. über die 10 Kilometer in der klassischen Technik. Diese Resultate konnte er bei den Nordischen Skiweltmeisterschaften 1999 in Ramsau nicht bestätigen und belegte nur den 35. und 36. Platz über die 10 bzw. 50 Kilometer klassisch. Im darauf folgenden Jahr konzentrierte sich Olle auf den FIS-Marathon-Cup und gewann unter anderem als erster Este den Wasalauf. Die Gesamtwertung des FIS-Marathon-Cup gewann er deutlich vor Staffan Larsson. Auch in der Saison 2000/01 konnte er im FIS-Marathon-Cup überzeugen. Er errang beim Finlandia-hiihto den zweiten Platz und belegte den dritten Gesamtrang. Bei den Nordischen Skiweltmeisterschaften 2001 in Lahti wurde er 35. über 15 Kilometer klassisch. Ebenfalls in der Saison siegte er zum zweiten Mal beim Tartu Maraton. Seine guten Leistungen auf den langen Distanzen konnte er auch 2002 bestätigen, als er bei den Olympischen Winterspielen 2002 in Salt Lake City den 18. Platz über die 50 Kilometer klassisch belegen konnte und beim Marcialonga-Skimarathon nur von Juan Jesús Gutiérrez geschlagen wurde. Beim Isergebirgslauf gewann er über 50 km klassisch. In der Saison 2002/03 gelang ihm beim Isergebirgslauf der dritte Platz und weitere Top-Ten-Platzierungen im FIS-Marathon-Cup. In der Gesamtwertung belegte er in diesem Jahr den siebenten Platz. Im darauf folgenden Jahr erreichte er seine beste Weltcup-Platzierung, als er über 70 Kilometer klassisch in Val di Fiemme den achten Platz erkämpfen konnte. Beim Wasalauf und dem Isergebirgslauf belegte er jeweils den zweiten Platz. Beim König-Ludwig-Lauf und in der Gesamtwertung des FIS-Marathon-Cups verpasste er als Vierter knapp das Podest. Seinen letzten Einsatz bei internationalen Meisterschaften hatte Olle 2005 bei den Nordischen Skiweltmeisterschaften 2005 in Oberstdorf. Mit der estnischen Staffel belegte er den neunten Platz. In dieser Saison erlief er den zweiten Platz beim Kangaroo Hoppet und beim Isergebirgslauf und gewann zum dritten Mal den Tartu Marathon. 2006 erkämpfte Olle beim Birkebeinerrennet und dem Isergebirgslauf mit jeweils dem dritten Platz seine letzten Podiumsplatzierungen im FIS-Marathon-Cup und belegte am Ende der Saison den neunten Platz in der Gesamtwertung. Im darauf folgenden Jahr bestritt er seine letzten Marathon-Wettkämpfe, bei denen er sich mehrfach unter den Top Ten platzieren konnte. Seine letzte Saison im FIS-Marathon-Cup beendete er erneut als Neunter der Gesamtwertung.
Nach dem Dopingvorfall um Andrus Veerpalu löste Olle in der Saison 2011/12 Mati Alaver als Trainer der estnischen Skilanglauf-Nationalmannschaft ab. Nachdem die Saison jedoch mehr als enttäuschend verlaufen war, endete die Zusammenarbeit schon nach gerade mal einer Saison.

## Erfolge

### Siege bei Worldloppet-Cup-Rennen
Anmerkung: Vor der Saison 2015/16 hieß der Worldloppet Cup noch Marathon Cup.
| Nr. | Datum        | Ort        | Rennen   | Disziplin                   |
| --- | ------------ | ---------- | -------- | --------------------------- |
| 1.  | 5. März 2000 | Sälen–Mora | Wasalauf | 90 km klassisch Massenstart |

### Sonstige Siege bei Skimarathon-Rennen
- 1994 Tartu Maraton, 63 km klassisch
- 2000 Finlandia-hiihto, 53 km klassisch
- 2001 Tartu Maraton, 63 km klassisch
- 2002 Isergebirgslauf, 50 km klassisch
- 2005 Tartu Maraton, 63 km klassisch

## Teilnahmen an Weltmeisterschaften und Olympischen Winterspielen

### Olympische Spiele
- 1998 Nagano: 10. Platz Staffel, 17. Platz 30 km klassisch, 37. Platz 10 km klassisch
- 2002 Salt Lake City: 9. Platz Staffel, 18. Platz 50 km klassisch

### Nordische Skiweltmeisterschaften
- 1995 Thunder Bay: 65. Platz 10 km klassisch
- 1997 Trondheim: 11. Platz Staffel, 30. Platz 50 km klassisch, 64. Platz 10 km klassisch
- 1999 Ramsau: 10. Platz Staffel, 35. Platz 10 km klassisch, 36. Platz 50 km klassisch
- 2001 Lahti: 39. Platz 15 km klassisch
- 2005 Oberstdorf: 9. Platz Staffel